# Álvarez Rabo
Álvarez Rabo es un historietista español de finales del siglo XX y principios del XXI. Se trata de una personalidad ficticia.

## Identidad
Está ampliamente aceptado que Álvarez Rabo es un pseudónimo. Existen fuentes que atribuyen la identidad de Álvarez Rabo al pintor Alfredo Álvarez Plágaro (nacido en Vitoria en 1960). En el Atlas español de la cultura popular. De la historieta y su uso, la entrada "Álvarez Plágaro, Alfredo" remite a "Álvarez Rabo"; esta, a su vez, indica lo siguiente:

Álvarez Rabo (Alfredo Álvarez Plágaro). Vitoria-Gasteiz (Euzkadi), 1960. Dibujante/Guionista. Pintor y grafista [...] que, en los años ochenta y hasta noventa, incursionó en la Historieta desde las publicaciones del mercado alternativo e independiente [...]

Ya en fecha anterior a la publicación de la citada obra, el dibujante Mauro Entrialgo, que mantuvo abiertas polémicas con Álvarez Rabo (ficticias, pues eran amigos), se había referido al mencionado autor en una entrevista aparecida en la revista U El Hijo de Urich (septiembre de 1997, pp. 26-27), exponiendo abiertamente su identidad:

A Alfredo le conozco desde el 85 [...] Aunque él se dedica a pintar empezó a hacer historietas de vez en cuando para el TMEO, al principio firmando con su nombre de verdad y luego, como una vez otro amigo mío, Koko [...] le dijo: "Jo, Alfredo, esto te lo haces con el rabo", pues a partir de entonces en vez de firmar Alvarez Plagaro [sic] empezó a firmar Alvarez [sic] Rabo.

La entrada correspondiente a Alfredo Álvarez Plágaro en la Enciclopedia Auñamendi, firmada por Santiago Arcediano Salazar, identifica también al pintor con el historietista Álvarez Rabo:

Interesado [Álvarez Plágaro] entonces por una fuerte línea expresiva y deformada próxima al cómic -género del que es, por cierto, un excelente cultivador bajo la firma Álvarez Rabo, con la que colabora en publicaciones satíricas como TMEO o El Víbora-, inundaba toda la superficie de sus lienzos a base de cuadrículas o viñetas.

Por su parte, Álvarez Plágaro nunca ha reconocido públicamente a Álvarez Rabo como su heterónimo historietista.

## Datos biográficos
Según el blog del propio Álvarez Rabo, nació en Monforte de Lemos (Lugo), pero se trasladó con sus padres a Bilbao.  Fue alumno de un colegio del Opus Dei, donde sufrió abusos sexuales. Más tarde, según sus propias palabras, "luchó por la libertad de todos, perdiendo en seguida su propia libertad". Posteriormente empezó a trabajar en unos grandes almacenes (según algunas fuentes, El Corte Inglés de Bilbao), en la sección de deportes, caza y pesca, donde continúa actualmente. Supuestamente, oculta su rostro para evitar ser despedido de este puesto de trabajo. Afirma que se ha convertido en una persona conformista, casado y con dos hijos (Jhónatan y Yhedra, que aparecen con frecuencia en sus historietas).
En las fotografías aparece trajeado (al estilo de los empleados de la mencionada cadena de almacenes) y con una media de nailon cubriéndole el rostro.

## Trayectoria artística
Su dibujo ha sido calificado de "muy característico, de trazo rápido, poco trabajado y descaradamente cutre". Álvarez Rabo tiene a gala dedicar el menor tiempo posible a sus cómics. A menudo da en sus historietas el dato del tiempo invertido en su ejecución. Su humor es radicalmente directo, bruto e incluso soez, abundando el sexo y la escatología. Sus obras las han prologado personajes tan dispares como Fernando Savater, Pepe Rei, Lucía Etxebarria, Juan María Arzak, Martín Berasategui, Andoni Luis Aduriz o un anónimo secretario de Estado del gobierno de Felipe González, firmando con seudónimo.[cita requerida]
Algunas fuentes le atribuyen la participación en las obras colectivas Los felices 85 (1985) y 15 a la vez (1986), aunque en dichas historietas no aparece el seudónimo "Álvarez Rabo". Se ha señalado también que tomó parte también en la exposición colectiva Makoki. 1977-1987, realizada en Vitoria en 1988.
Son más conocidas sus colaboraciones en la revista vasca TMEO, en la que participó desde sus inicios. A lo largo de los 90 también comenzó a publicar regularmente en la revista El Víbora y sus páginas han aparecido asimismo en diversos fanzines con cierta regularidad. Cosechó un primer gran éxito con su "ensayo sexual" A las mujeres no les gusta follar, y desde entonces ha publicado varios álbumes y recopilatorios de sus páginas.
Algunos colectivos han intentado en diversas ocasiones impedir la difusión de su obra a causa de unos contenidos considerados soeces o blasfemos. En 1992 se le solicitó una obra para una exposición del Injuve (Instituto de la Juventud) titulada Nuevos Viñetas. Envió "Terrorista por amor" (luego incluida en el álbum Historias raberas), que fue rechazada por consejo de un funcionario del ministerio. La historia contaba cómo un miembro de la organización integrista Pus, caricatura del Opus Dei, se convertía en activista de ETA por el amor de una mujer. En su lugar, Álvarez Rabo envió otra historia, "El increíble hombre de la polla menguante" (también incluida más tarde en el álbum Historias raberas). La publicación de esta historia, tildada de pornográfica, en el número 3 de la revista In-Juve fue objeto de severas críticas al Ministerio de Asuntos Sociales, cuya titular era entonces la socialista Matilde Fernández, por parte del Partido Popular.
El 28 de octubre de 1998, la policía italiana, por orden judicial, se incautó en la sede social de la editorial Topolin Edizioni en Milán, junto con material de otros artistas, como Miguel Ángel Martín, de las copias de la edición italiana del álbum Consejos sexuales de Álvarez Rabo (traducido al italiano como Sesso: istruzioni per l'abuso, "Sexo: instrucciones para el abuso"). Tal hecho provocó numerosas cartas y muestras de apoyo públicas, entre otros del historietista Milo Manara, el fotógrafo Oliviero Toscani y el escritor Aldo Busi. El caso no prosperó, y la obra pudo venderse en Italia posteriormente sin problemas legales.
A finales de 2002 Álvarez Rabo manifestó públicamente su decisión de proceder a su «suicidio creativo» como dibujante de cómics, abandonando para siempre esta actividad a partir del día 11 de septiembre, aniversario del golpe de Estado en Chile. Dejó abierta la posibilidad de reconsiderar su decisión si esta causaba «alarma social», alarma que cifró en mil cartas de correo tradicional que debían ser enviadas a las redacciones de las revistas TMEO y El Víbora. Recibió un total de 132 cartas, lo cual le sorprendió pues esperaba una cantidad considerablemente menor.
A las mujeres no les gusta follar (1997), obra que a menudo es considerada por la crítica como la mejor de Álvarez Rabo (Lucía Etxebarria afirma que es "el primer ensayo sociológico feminista que se presenta en forma de cómic") tuvo problemas en Portugal. En 2004, una librería de Viseu fue denunciada por exponer públicamente en su escaparate la traducción al portugués de este álbum (As mulheres não gostam de foder) y posteriormente el asunto fue puesto en manos del ministerio público, lo que motivó una considerable polémica. Dicha polémica trajo consigo un notable incremento de las ventas del álbum, del que, según la editorial que lo publicó, en octubre de dicho año se habían vendido ya 6000 ejemplares.
En 2006 el fanzine de cómics Cretino publicó el álbum "Consejos Sexuales en homenaje a Álvarez Rabo". Álbum en la línea de los dos anteriores en el que más de 40 dibujantes underground rendían homenaje al autor 5 años después de su suicidio creativo.
En 2007 empezó a publicar en su blog una nueva historieta larga, Letizia y el sexo. También ha publicado en la red animaciones de varias de sus historietas, realizadas por distintas personas. El 11 de septiembre de 2007 convocó el I Encuentro Internacional de Fanes de Álvarez Rabo, prometiendo resucitar artísticamente si se alcanzaba la cifra de 10 000 asistentes. Si no tomamos esta apuesta como una gran farsa como a las que Álvarez Rabo nos ha acostumbrado, podríamos pensar que el encuentro resultó un gran fracaso.[cita requerida]
En 2008 publicó Los "bajos" de la "alta" cocina, en que satiriza a célebres cocineros españoles.
Tras un tiempo en silencio, el Museo Alavés de Arte Contemporáneo ARTIUM le hace en 2014 un pedido para que realice un ensayo, bajo la forma de un cómic, sobre el mundo del arte. Este ha sido publicado a partir de enero de 2015, primero en forma de capítulos semanales en la web, con el título de  “Compendio Analítico Gliscromorfo ARTE”. 
Como lo explica el mismo Álvarez Rabo, esta obra pretende ser un estudio super reflexivo y sarcástico sobre el mundo del arte que sufrimos ¨en silencio¨ los mortales.  En ella, Álvarez Rabo disecciona a todos los que forman parte ese espectro y las relaciones que se establecen entre ellos: artistas mediocres, mezquinos e incomprensibles, directores de museos chuloputas, concejales de cultura incultos, galeristas manguis sin escrúpulos, "curaitors" que parecen implorar a gritos ser empalados, ferias comerciales de arte en las que vender algo es una entelequia, comisarias antipáticas y déspotas, coleccionistas tontolabas con menos criterio que una anchoa del Cantábrico, críticos de arte listones, aficionados al arte que comprarían antes una moto acuática que un mísero cuadrito, etc, etc, etc.....

## Obra

### En España
- Historias raberas (Ezten Kultur Taldea, 1993).
- Consejos sexuales de Álvarez Rabo, tomo I (Ezten Kultur Taldea, 1996).
- A las mujeres no les gusta follar (Ezten Kultur Taldea, 1997).
- No puedo dar más. (La Cúpula, 1998).
- Anal-Fabetos. (Ezten Kultur Taldea, 1999).
- Hasta el rabo. (Ezten Kultur Taldea, 2001).
- ¡Ha nacido un agujero negro!. (La Factoría de Ideas, 2001). ISBN 978-84-8421-471-7.
- Sabor a rabo. (La Factoría de Ideas, 2001).
- Hombres alterados. (La Cúpula, 2002). ISBN 978-84-7833-491-9.
- El princi-pito. (La Factoría de Ideas, 2002). ISBN 978-84-8421-582-0.
- Consejos sexuales de Álvarez Rabo, tomo II. (Ezten Kultur Taldea, 2003). ISBN 978-84-607-9002-0.
- La metamorfosis de Álvarez Rabo (Ediciones de Ponent, 2003). ISBN 978-84-89929-46-3.
- Follar no es obligatorio. (Ezten Kultur Taldea, 2003). ISBN 978-84-607-9001-3.
- Últimas chupadas (La Cúpula, 2004). ISBN 978-84-7833-553-4
- Los "bajos" de la "alta" cocina" (Editorial Gourmandia, 2008). ISBN 978-84-933853-8-5
- Compendio Analítico Gliscromorfo ARTE (Artium museoa, mayo de 2015).

NOTA: El Atlas español de la cultura popular. De la historieta y su uso, atribuye también a Álvarez Rabo la participación en dos álbumes colectivos: Los felices 85 (1985) y Quince a la vez (1987), si bien dichas historietas no aparecen firmadas con el seudónimo "Álvarez Rabo". También le atribuía hasta fecha reciente la participación en dichas obras la página web Archivo Crash de la Ciudad del Cómic (versión 1.0), donde se indicaba que las historietas iban firmadas por Alfredo Álvarez.

### En Argentina
- A las mujeres no les gusta follar (Doedytores, 2004).

### En Bolivia
- Un poco de Rabo es mucho (Ediciones La Nañita, 2007).

### En Portugal
- As mulheres não gostam de foder (Ediçoes Polvo, 2003).
- Anal-fabetos (Ediçoes Polvo, 2004).

### En Italia
- Sesso: instruzioni per l'abuso (Topolín Edizioni, 1998).